# Montes Secchi

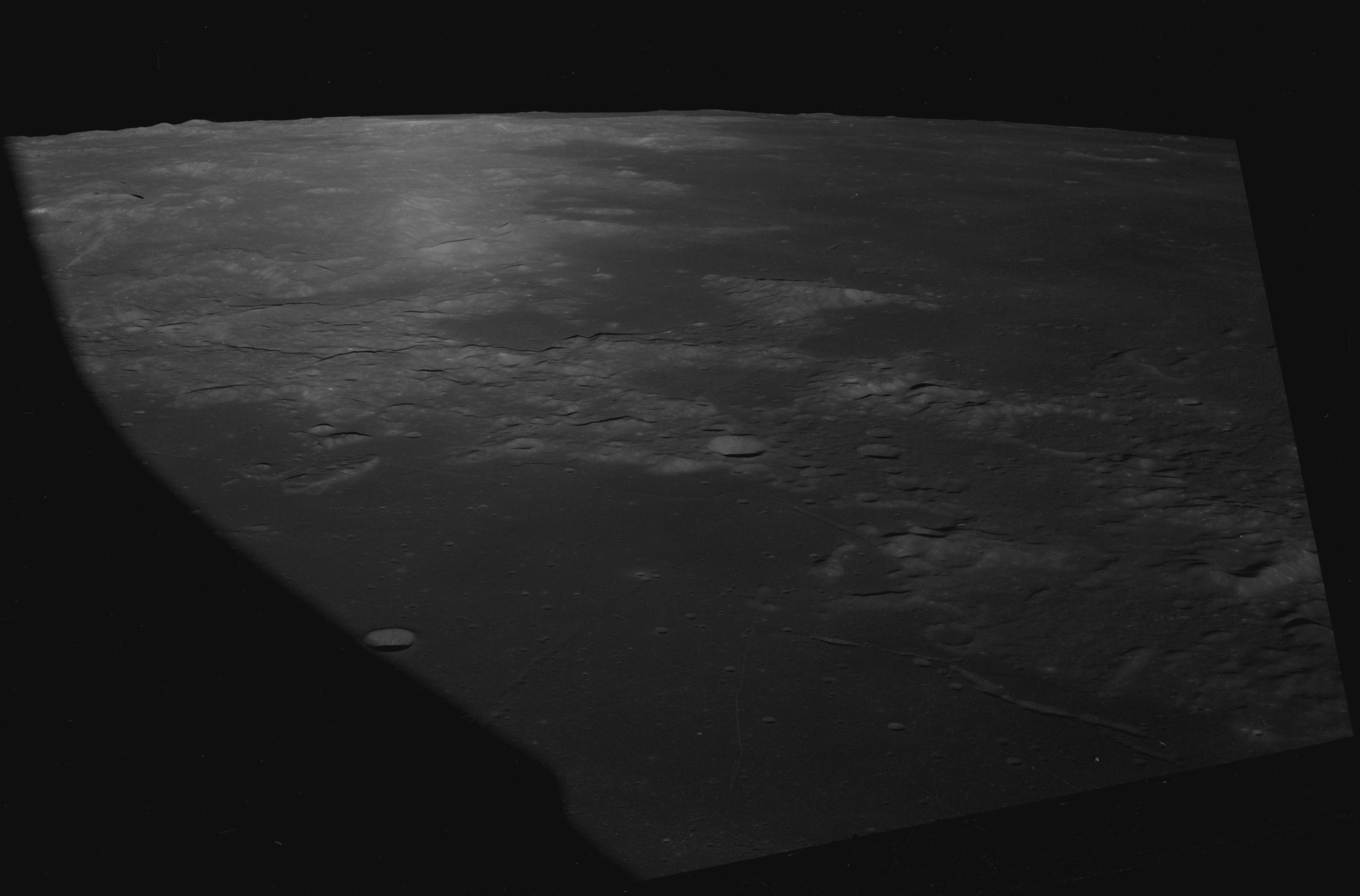
Vista oblicua mirando al oeste desde el Apolo 8

Los Montes Secchi (expresión en latín para "Montañas Secchi") es una cordillera menor de montañas lunares ubicada cerca del borde noroeste del Mare Fœcunditatis. Esta formación aproximadamente lineal de crestas bajas roza el borde exterior noroeste del cráter Secchi. Su orientación aproximada es del suroeste al noreste.

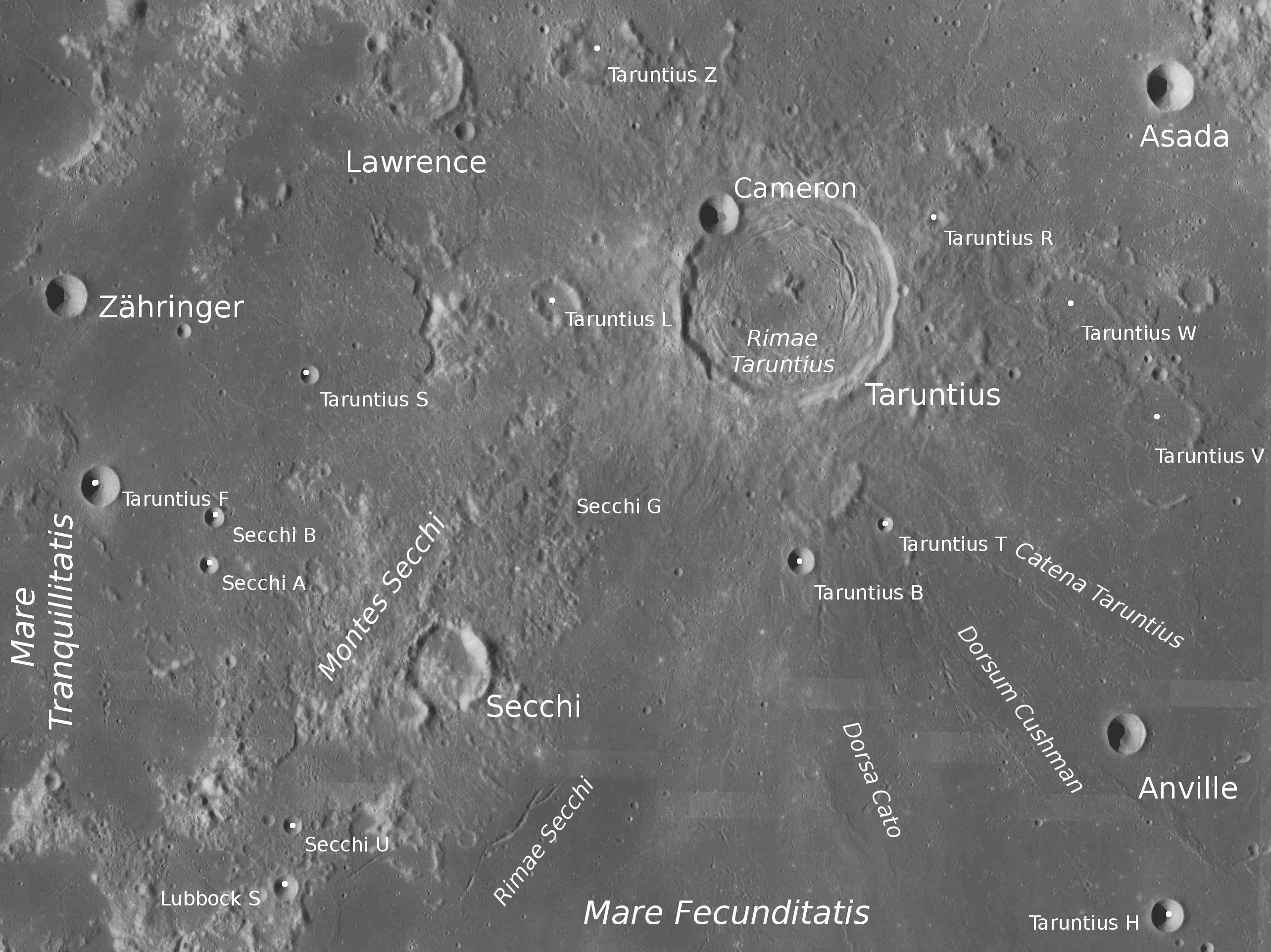
Entorno de los Montes Secchi (cuadrante inferior izquierdo de la imagen)

Las coordenadas selenográficas del centro del sistema montañoso son 3.0° Norte, 43.0° Este, y su diámetro envolvente es de 50 km. Su longitud es inferior al diámetro del cráter Taruntius, ubicado al noreste de las montañas.

## Denominación
La cordillera debe su denominación al cráter Secchi, que lleva el nombre del astrónomo italiano del siglo XIX Angelo Secchi. En las cercanías de Montes Secchi se encuentra el Mount Marilyn, una formación montañosa distinguible por su forma triangular. Esta montaña fue bautizada en 1968 por el astronauta del Apolo 8 James A. Lovell en recuerdo de su esposa. El nombre no fue aprobado por la UAI hasta el 26 de julio de 2017. Antes de su aprobación, esta montaña era conocida como Secchi Theta.